# Breckenridge (Oklahoma)
Breckenridge és un poble dels Estats Units a l'estat d'Oklahoma. Segons el cens del 2000 tenia 239 habitants.

## Demografia
Segons el cens del 2000, Breckenridge tenia 239 habitants, 94 habitatges, i 73 famílies. La densitat de població era de 6,1 habitants per km².
Dels 94 habitatges en un 33% hi vivien nens de menys de 18 anys, en un 68,1% hi vivien parelles casades, en un 7,4% dones solteres, i en un 22,3% no eren unitats familiars. En el 21,3% dels habitatges hi vivien persones soles el 9,6% de les quals corresponia a persones de 65 anys o més que vivien soles. El nombre mitjà de persones vivint en cada habitatge era de 2,54 i el nombre mitjà de persones que vivien en cada família era de 2,95.
Per edats la població es repartia de la següent manera: un 25,9% tenia menys de 18 anys, un 5% entre 18 i 24, un 29,3% entre 25 i 44, un 27,6% de 45 a 60 i un 12,1% 65 anys o més.
L'edat mediana era de 40 anys. Per cada 100 dones de 18 o més anys hi havia 94,5 homes.
La renda mediana per habitatge era de 35.000 $ i la renda mediana per família de 43.125 $. Els homes tenien una renda mediana de 33.333 $ mentre que les dones 23.125 $. La renda per capita de la població era de 15.580 $. Entorn del 10,7% de les famílies i el 14,4% de la població estaven per davall del llindar de pobresa.

## Poblacions més properes
El següent diagrama mostra les poblacions més properes.